# 日本の農業
日本の農業（にほんののうぎょう）は、日本における農業とその状況である。

## 概要
日本の農業（林業・水産業除く）の国内総生産は、2021年で4兆6962億円であり、全産業の0.85%を占める。食料・農業・農村基本計画における農業就業者の数は2020年で約160万人であった。海外での日本食ブームによって、2013年頃から堅調な農作物やその加工品の海外輸出が毎年増加している。
| 北海道   | 12,558 |
| 鹿児島県 | 4,890  |
| 茨城県   | 4,302  |
| 千葉県   | 3,859  |
| 宮崎県   | 3,396  |
| 熊本県   | 3,364  |
| 青森県   | 3,138  |
| 愛知県   | 2,949  |
| 栃木県   | 2,859  |
| 岩手県   | 2,676  |
| 全国計   | 88,938 |

| 米（主食用） | 1,379,000 |
| 小麦         | 212,000   |
| ばれいしょ   | 74,000    |
| かんしょ     | 34,000    |
| ソバ         | 65,400    |
| 大豆         | 144,000   |
| 野菜         | 384,000   |
| 果樹         | 209,000   |
| 茶           | 41,000    |
| テンサイ     | 57,000    |
| さとうきび   | 22,000    |
| 飼料作物     | 962,000   |
| のべ作付面積 | 4,020,000 |

|        | 経営体 | 法人経営体 | 認定農業者 | 農業就業者数 |
| ------ | ------ | ---------- | ---------- | ------------ |
| 2005年 | 2,009  | 19         | 192        |              |
| 2010年 | 1,679  | 22         | 249        | 約219万人    |
| 2015年 | 1,377  | 27         | 238        | 約208万人    |
| 2020年 | 1,076  | 31         | 234        | 約160万人    |

## 経営
旧来の日本の農業は、関税や補助金による保護や農作物の価格保証によって、国の農業政策に沿う穀物を生産するだけで一定の経営が保証された。しかしこのような農業政策撤廃を迫る国際的圧力が強まり、日本のWTOの加盟による農産物の貿易自由化などから、これらの保護は徐々に減り、日本の農業も国際市場における穀物価格の動向に直接影響を受けるようになってきている。農産物の輸入自由化によってカーギルなどの大手穀物メジャーも進出し安価な海外産農産物が輸入されたので、価格競争力の低い国内農業では付加価値の高い品種に重点が置かれている。農産物の輸入自由化が進んできた結果、国内では作物が不作の場合でも輸入品によって供給されるため、市場価格は世界市場の影響を受け、以前ほど値上がりすることがなくなり、経営が悪化する一つの要因となっている。
また農業従事者の高齢化に伴い離農はしないまでも出荷を減少させ自家向けの生産中心となった農家も多く、自給的農家の比率が増えており、販売農家と農業法人を含む農業経営体は2022年には初めて100万経営体を下回った。小規模農業は家族経営の最低賃金を割り込んだ労働で維持されてきた部分が大きいが、農家数の激減によりこれに頼ることはできなくなりつつある。しかし農産物直売所の売上高は全国的に増加しており、小売店や飲食店、消費者への直接販売も一般化し、販路も拡大してきている。
2007年から、品目横断的経営安定対策が実施され同年12月には水田・畑作経営所得安定対策に名称変更された。これは個人または法人の認定農業者（担い手農業者とも）の育成確保を重視するものであった。その後民主党政権における農業者戸別所得補償制度を経て2013年から現在まで経営所得安定対策制度が実施されている。
売上高の観点では集約が進んでおり、認定農業者の多くを構成する主業農家と団体経営体の合計で2023年に約84%のシェアとなっている。2025年の食料・農業・農村基本計画ではKPIの一つとして2030年に90%が目標とされた。
農地の面でも2013年度には2023年までに認定農業者に80%を集積する目標が示され、2020年度で58%の実績となっている。稲作に向いた優良農地等では集約化が進んでいるが同目標は未達成に終わり、政府は農地バンクによる貸借を強化する方針を示した。2025年の食料・農業・農村基本計画のKPIでは2030年に70%とされ下方修正されている。
しかし単純に散在する農地を一つの農家に任せるだけでは、経営改善の効果には限度があると考えられる。すなわち、宅地と混在した細切れの圃場を集めて、統計上の数字で規模を大きくしても、例えば1台のトラクターが同時に作業できるのは1か所であり、人間についても同様のことが言えるのであるから、圃場間の移動や管理のために、一ヵ所に集約された農地を保有する場合と比較すると無駄が多く、圃場整備が長期間にわたって行われている。また、農業では季節に応じて仕事量が大きく変動し、同一の農産物を生産する限り需要が重なることとなるため、季節労働者の確保にも困難がある。
集落単位で農業を行う集落営農の数は2017年の15,136をピークに微減傾向にある。その中で農林水産省は集落営農の法人化を進めており、任意団体である組合等から改組する形で集落営農を行う農事組合法人や会社の比率は増加傾向にある。2025年2月現在では13,952（うち法人5,852）の集落営農が存在する。

## 農業史
- 1947年 - 政府が農地改革を実施、地主の農地は接収され小作人に売却される。
- 1970年 - コメ余りが表面化し、減反政策が始まる。
- 1988年6月 - 牛肉とオレンジについて、輸入割当制から一般関税制度に移行（自由化）[15]。
- 1993年 - ウルグアイ・ラウンド農業合意にて、米の関税化回避の代償にミニマム・アクセス制度を受諾[16]。同年、1993年米騒動が発生。
- 1999年 - 米輸入が自由化（関税化）される[16]。
- 2009年 - 農地法が改正され、農地耕作者主義を廃止。農地を条件付きで自由に賃借できるようになる。

## 新規就農の取り組み
現在、日本各地では農業就業者減少を問題視する立場から、まったく別業種からの人材（定年退職者を含む）もしくは、新卒の大学生、あるいはニートなどの失業者を新規就農させる取り組みが行われている。これは林業や漁業など他の第一次産業にも共通してみられる事である。
しかし新規就農のためには制度的な課題も散見される。特に重大な課題は新規就農者の農地確保の壁である。日本の農地は農地法により農家以外への売却や他用途への転用が厳しく管理されてきた。田圃や畑、雑種地などの地目を持つ土地は固定資産税が宅地に比べて安価で、地価自体も極めて低い傾向があるために、実際に耕作する能力を持つもの以外への売却は脱税や資産隠し、或いは不正な土地利用の防止の観点から認められていなかった。農地法の管理下にある農地を購入するには農家資格を有することが絶対条件とされてきた。この農家資格は一定以上の規模の農地を継続的に耕作している実績が認められなければ取得できないため、農家の家庭出身または婚姻などの手段で先代の農地を世襲で引き継ぐなどの方法以外では取得できなかった。2009年の農地法改正によりこの農地耕作者主義は廃止されたが農地を適正に利用させるための一定の規制は残存している。そもそも、新卒者や失業者にはまとまった土地を購入するだけの資金を工面することが困難である。
そのため、現在の就農形態としては、おおむね次のような手法が主流である。
1. 農業法人への就職
農業法人は個人大規模農家が法人化している場合や、複数の中規模農家の集合体が組合化したもの、或いは異業種の大企業などが出資して設立されたものなどが存在する。雇用形態は正社員もしくはアルバイトであり、大規模な農地を実際に耕作する作業員としての立場に近い。法人設立が可能なほどの大規模農地の確保が難しい関係上、どうしても法人の存在地域がある程度以上偏ってしまいがちな事が課題である。
2. 大規模農家への研修生入り
労働形態は1に類似している。元々は酪農家の労働力確保の手段として広く行われていた手法であるが、近年では大規模稲作や畑作などでも用いられている。正規の雇用関係ではなく農業研修生として、大規模農家は国や自治体の研修補助金を受け取り、研修生を養うことになるため、就農者の立場としては年季奉公或いは徒弟制度の弟子入りの関係に近くなる。被雇用者としての立場が法人への就農に比べて弱くなる反面、ある種の有機農法など特殊な農業技術を持つ農家に研修する場合、その農家の技術を直に学ぶ機会が得られるメリットがある。
3. 農業協同組合または自治体の農業研修を経ての独立
各研修主催者の研修を一定期間受けたのち、その土地もしくは別の土地にて一定規模の農地を借り受けて、耕作を行いながら独立する手段である。農業者研修教育施設などを経る手段も広義の意味では含まれうる。耕作対象としては比較的小規模ながらも作物の換金性の高いビニールハウスでの野菜や果物が多く用いられる。研修から独立までには多額の持ち込み資金が必要になる反面、ある程度確実に事業としての農業を開始できるため、特に転職や定年退職を控えたある程度以上資金力のある労働者の受け入れ先として広まりつつある。
1や2の場合には新規就農者は労働者としての立場となるため、新卒学生やニートなど自己資金がさほどない者でも就農できるメリットがあるが、就農先によっては激務薄給など労働条件が極めて過酷であったり、他の職種の徒弟制度同様に実質的には無給に近い立場となる可能性があることも覚悟しなければならない。現状では新規就農者や農業研修生の人権保護を目的にした労働組合も存在しないため、労働条件の確認は事前に十分行っておく必要がある。
3の場合には新規就農者は農業技術者（小作人）である同時に経営者としての立場となるため、しっかりとした経営感覚及び、十分な経営資金を持つ者でなければ継続して事業を続けることが難しい問題が存在する。自己資金が乏しい場合には研修運営元が融資を行ってくれる場合もあるが、この状態から小作農地を実際に購入して完全独立を果たすのは決して容易なことではない。
新規就農の労働条件としての問題点は、日本の農業というものの構造的な収益性の低さや各農家が抱える人件費削減の課題などと密接に絡んでいる。受け入れ側は技術や農地の継承というよりも単なる安価な労働力か、地主として耕作を継続させるための小作人としてしか新規就農者を見ていない例も散見され、就農側も特殊な農業技術の習得や収益の大きな販売営業手段の確立など、経営者・技術者として高度な専門知識が必要であることを理解せず、派遣労働に似た単純労働先としてしか農業を捉えていない例が散見されることが、こうした労働条件と現実のミスマッチを生む要因ともなっている。
自営農業を行う基幹的農業従事者の高齢化傾向はまだ続いているものの、近年、新規就農者は増加傾向にある。特に2008年頃には深刻な就職難から若い世代の人々が就農を目指す動きが盛んになり、限られた支援枠に多数の希望者が応募したこともあった。けれども離職も多く、2020年センサスでは49歳以下農業従事者の実数が離職を考慮しない推計の2/3程度の約22.7万人となっていた。

## 農業に関する法律
農林水産省の管轄する農業に関する法律は多数に及び、徹底した管理を実施している。規制緩和を行い就農者を増やす動きや農業の法人化についても検討されつつある。以下は、関係法令の一部である。
- 食料・農業・農村基本法
- 農地法
- 土地改良法
- 地力増進法
- 農業改良助長法
- 農業機械化促進法
- 農業近代化資金融通法
- 農業災害補償法
- 農産物価格安定法
- 農薬取締法
- 肥料取締法
- 農業倉庫業法
- 農業振興地域の整備に関する法律

## 関連機関
- 農林水産省
- 食料・農業・農村政策審議会